# Improvised Meditations & Excursions
| Recensione | Giudizio |
| ---------- | -------- |
| AllMusic   |          |

Improvised Meditations & Excursions è un album in studio del pianista statunitense John Lewis, pubblicato nel 1959.

## Tracce
Lato A
1. Now's the Time – 3:48 (George Gershwin, Ira Gershwin)
2. Smoke Gets In Your Eyes – 4:53 (Otto Harbach, Jerome Kern)
3. Delaunay's Dilemma – 4:28 (John Lewis)
4. Love Me – 5:04 (Charlie Parker)

Lato B
1. Yesterdays – 6:20 (John Lewis)
2. How Long Has This Been Going On – 5:50 (Otto Harbach, Jerome Kern)
3. September Song – 6:12 (Maxwell Anderson, Kurt Weill)

## Formazione
- John Lewis – pianoforte
- George Duvivier – basso (tracce: A1, A2, A3, B3)
- Percy Heath – basso (tracce: A4, B1, B2)
- Connie Kay – batteria
- Earle Brown - ingegneria del suono
- Frank Abbey - ingegneria del suono